# Canton d'Illkirch-Graffenstaden
Illkirch-Graffenstaden es un Cantón francés ubicado en el departamento de Bajo Rin, en Alsacia. Forma parte de la Comunidad urbana de Estrasburgo.

## Composición
Después de la reorganización territorial de 2014, el cantón cuenta con 4 comunas: 
- Illkirch-Graffenstaden ciudad
- Eschau
- Ostwald
- Plobsheim

- Datos: Q1398441